# Glucose 6-phosphatase

Glucose-6-phosphate

Glucose

Enzym glucose 6-phosphatase (EC 3.1.3.9, G6Pase; tên hệ thống D-glucose-6-phosphate phosphohydrolase) xúc tác quá trình thủy phân glucose 6-phosphat, dẫn đến tạo ra nhóm phosphat và glucose tự do:
D-glucose 6-phosphate + H2O → D-glucose + phosphate
Trong thời gian đói, lượng glucose được giải phóng từ kho dự trữ glycogen ở gan (thoái hóa glycogen) và quá trình tân tạo đường từ gan giúp duy mức đường huyết thích hợp. G6P được tạo thành cả hai con đường này và phải được chuyển thành glucose trước khi đi vào máu nhờ các chất vận chuyển glucose gắn màng. Do đó, G6Pase chủ yếu biểu hiện ở gan. Mặc dù cơ xương là kho dự trữ lượng glycogen dự trữ chủ yếu của cơ thể, nhưng glucose không thể được huy động từ nguồn này vì cơ xương không có G6Pase.(tr1171)
Insulin ức chế hoạt động của G6Pase ở gan,(tr1046) trong khi glucagon làm tăng tính hoạt động của enzym này.(tr1052) Biểu hiện của G6Pase tăng lên khi đói, trong bệnh đái tháo đường và do sử dụng glucocorticosteroid.
Glucose 6-phosphatase là một phức hợp gồm nhiều protein thành phần, bao gồm các chất vận chuyển G6P, glucose và phosphate. Chức năng phosphatase chính được thực hiện bởi tiểu đơn vị xúc tác glucose 6-phosphatase. Ở người, tiểu đơn vị xúc tác có ba isozyme: glucose 6-phosphatase-α, được mã hóa bởi gen G6PC; IGRP, được mã hóa bởi gen G6PC2; và glucose 6-phosphatase-β, được mã hóa bởi gen G6PC3 .
Glucose 6-phosphatase-α và glucose 6-phosphatase-β đều là các phosphohydrolase chức năng và có cấu trúc vị trí hoạt động, cấu trúc liên kết, cơ chế hoạt động và tính chất động học tương tự nhau để thủy phân G6P. Ngược lại, IGRP hầu như không có hoạt tính hydrolase và có thể đóng một vai trò khác trong việc kích thích tiết insulin tuyến tụy.